# Amalaka

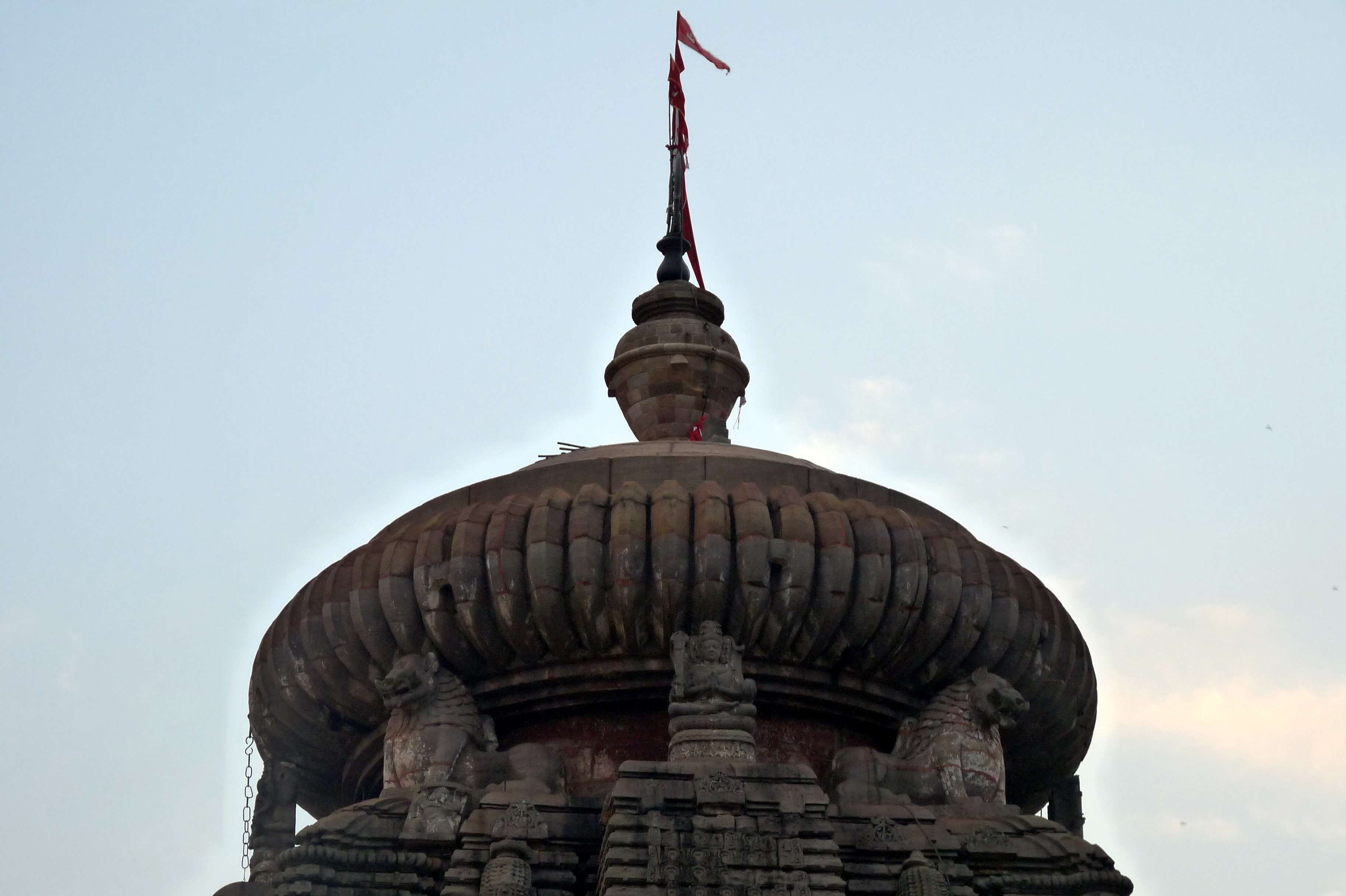
Auf den Schultern von Löwen und Göttern ruhender gekerbter Steinring (amalaka) mit aufsitzender Vase (kalasha) als oberer Abschluss des Lingaraja-Tempels in Bhubaneshwar (um 1100)

Als Amalaka wird in der indischen Architektur eine runde kissenförmige Scheibe mit senkrechten Einkerbungen am äußeren Rand bezeichnet, die – meist zusammen mit einem vasenförmigen Aufsatz (kalasha) – den oberen Abschluss eines nordindischen Tempelpfeilers oder Shikhara-Turms bildet. Sie sind religiösen Bauten wie buddhistischen Klöstern, hinduistischen Tempeln und – in seltenen Fällen – auch islamischen Grabmonumenten und Moscheen vorbehalten. In der klassischen Architektur Südindiens kommen amalakas nicht vor.

## Geschichte und Verbreitung

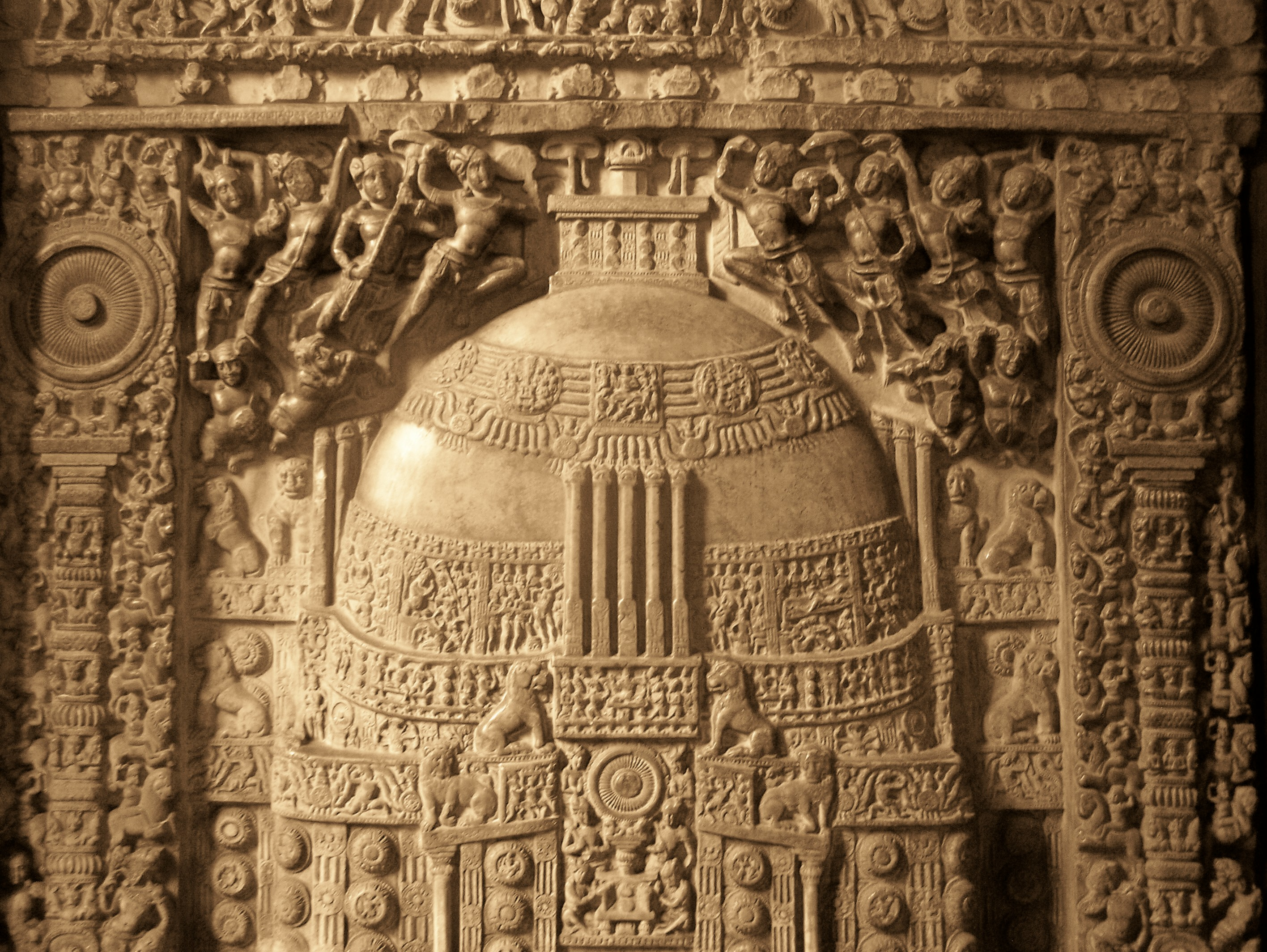
Relief aus Amaravati (Andhra Pradesh) mit amalaka-Dekor an den seitlichen Pfeilern (2./3. Jh.)

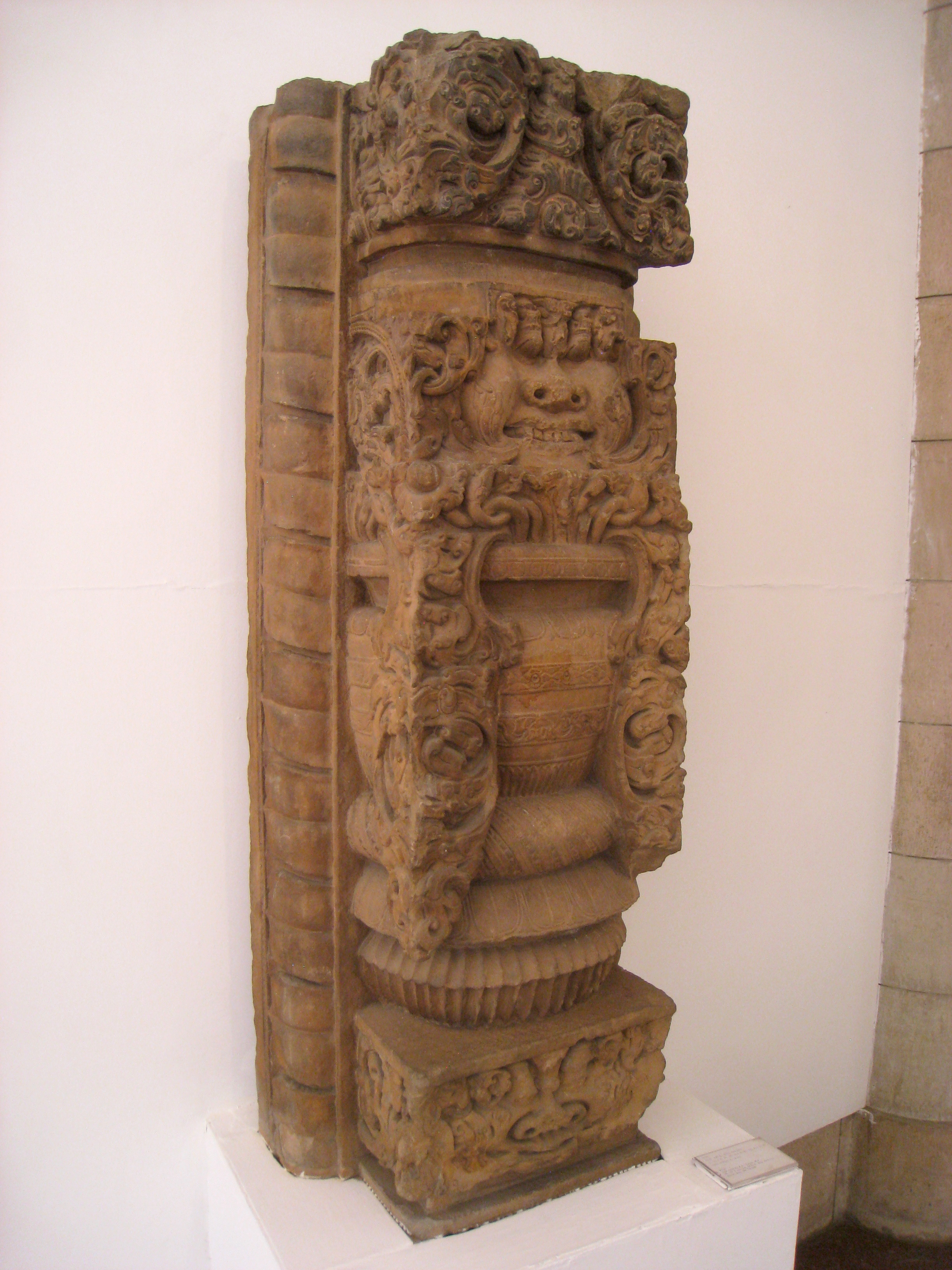
kalasha mit überquellendem Blattwerk auf drei amalaka-Ringen als Teil einer Portaleinfassung (5./6. Jh.)

### Kapitelle und Pfeiler
Nach bisheriger Kenntnis entstammen die frühesten (erhaltenen) amalakas buddhistischen Höhlentempeln, wo sie manchmal oberhalb eines glockenförmigen Lotoskapitells erscheinen (z. B. Bedsa, Eingangshalle). Auch an buddhistischen Reliefs sind sie als Pfeiler- bzw. Säulendekor zu finden. Später tauchen sie an hinduistischen Säulenmonumenten des 4. und 5. Jahrhunderts auf (z. B. Eiserne Säule, Delhi). Die buddhistische sowie die frühe hinduistisch-jainistische Steinarchitektur kennen amalakas – manchmal in Verbindung mit kalashas – an Pfeilern, nicht aber als Aufsätze auf den ursprünglich flachgedeckten Tempeldächern.

### Tempeldächer
Erst nach dem Aufkommen von Shikhara-Türmen im 7./8. Jahrhundert (z. B. Naresar oder Amrol) bilden amalaka-Ringsteine deren Bekrönung. In der hochmittelalterlichen nordindischen Tempelbaukunst (Nagara-Stil) findet man diese gerippten Ringsteine allenthalben; einige größere Shikharas mit kleineren Begleittürmen (urushringas) haben gleich mehrere amalakas (z. B. Lakshmana-Tempel, Kandariya-Mahadeva-Tempel, an letzterem wurden 84 gezählt). Die größten amalakas bekrönen die Shikara-Türme in den Tempelbezirken von Khajuraho und Bhubaneshwar bzw. Puri; sie haben einen Durchmesser von fünf bis acht Metern und sind – wie auch die meisten kleineren amalakas – aus mehreren Teilstücken zusammengesetzt. Im mittelindischen Vesara-Stil und im südindischen Dravida-Stil sind sie dagegen unbekannt.

### Keulenköpfe
Die dem Hindugott Vishnu als Attribut zugeordnete Keule (gada) endet in den seit dem 6. Jahrhundert auftauchenden Darstellungen regelmäßig in einem Knauf, der als gerippte und mehrfach abgestufte amalaka ausgebildet ist.

## Ursprung und Bedeutung
Die ringförmige Struktur der amalakas lässt möglicherweise auf ältere Vorbilder aus Holz oder Strohgeflecht schließen, mit denen die Schilf- und Grasdächer von Rundhütten an der Spitze zusammengehalten wurden – derartige Dinge sind jedoch nicht erhalten. Eine andere Theorie besagt, dass derartige Ringe als Untersatz die aufsitzenden kalasha-Krüge vor dem Umstürzen schützen sollten.
Steinerne amalakas ähneln in gewisser Weise den leicht gekerbten Früchten der indischen Stachelbeere (Amlabaum, Phyllanthus emblica oder Emblica officinalis) deren indische Bezeichnung (Sanskrit: amalaka oder amlaki) eine Namensgleichheit oder -ähnlichkeit zur amalaka verrät. Die lange traditionelle Verwendung als Heilpflanze in der Volks- und Ayurveda-Medizin spiegelt sich im Suffix officinalis wider. Vielleicht war es die den Früchten nachgesagte – teilweise auch erwiesene – Heilwirkung, die als eine Art Schutz- oder Glücksverheißung auf die Architektur-Amalakas übergehen sollte.
Die ältere Forschung sieht in ihnen auch ein Lotus- oder Sonnensymbol. Stella Kramrich und Adrian Snodgrass nennen eine Vielzahl weiterer möglicher Herkunfts- und Bedeutungsebenen. In jedem Fall ist von einer unheilabwehrenden (apotropäischen), ja sogar glückverheißenden Bedeutung dieses Architekturelementes auszugehen.

## Amalaka auf islamischen Bauten in Indien

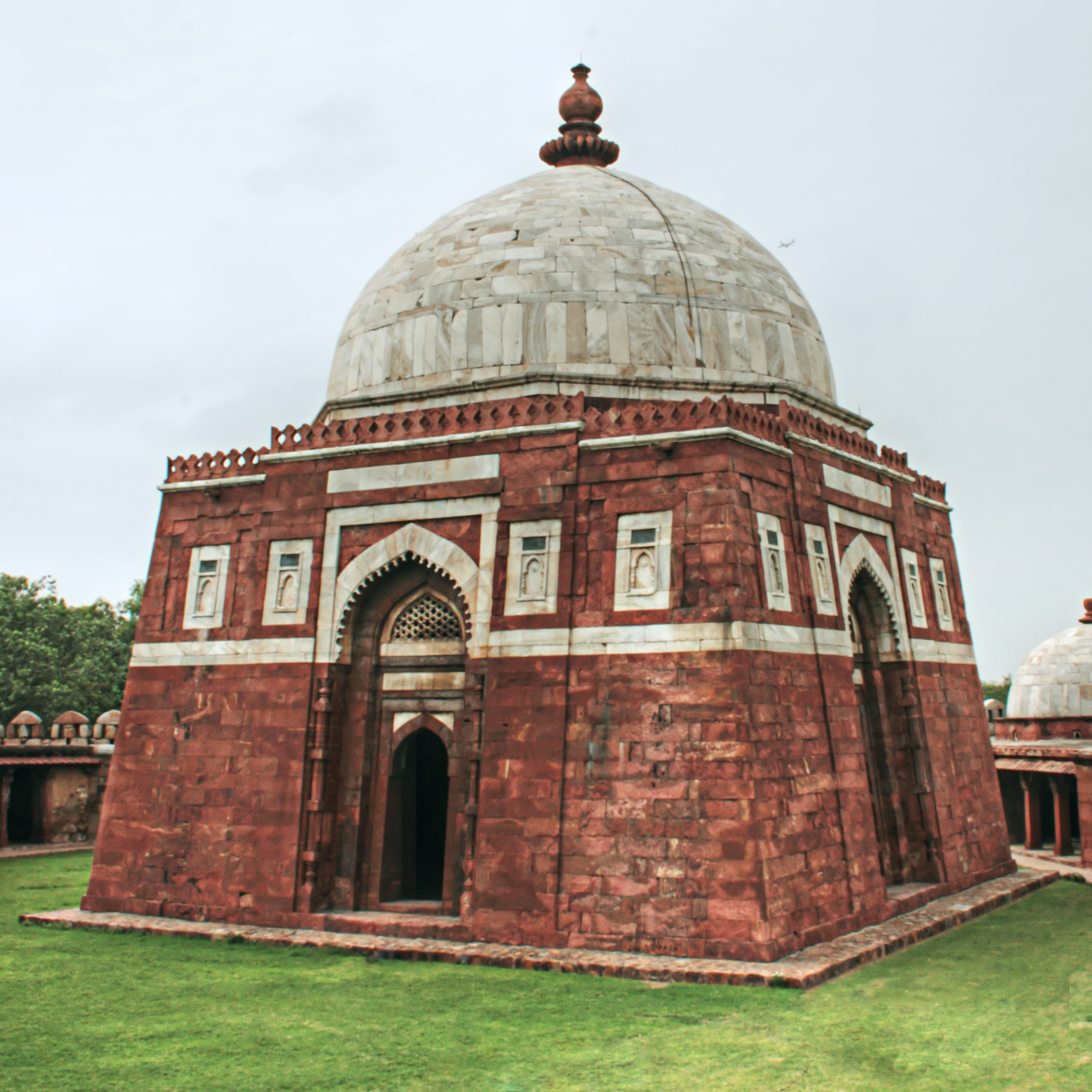
Mausoleum für Ghiyas-ud-din Tughluq Shah I. in Delhi (um 1325)

Obwohl der Islam hinduistische (d. h. „heidnische“) Architekturmotive weitestgehend unterdrückte, finden sich amalakas – meist im Zusammenhang mit dem eng mit dem Wunsch nach Unsterblichkeit verknüpftem Vasenaufsatz (kalasha) – auch auf einigen Kuppelgräbern der indo-islamischen Architektur von Delhi – so z. B. auf dem Mausoleum für Ghiyas-ud-din Tughluq Shah I. († 1325) in Tughlaqabad, dem Lal Gumbaz genannten Kuppelgrab (1397) in Jahanpanah, am Sheesh-Gumbad (um 1500) in den Lodi-Gärten und auf dem – ebenfalls in Jahanpanah gelegenen – mogulzeitlichen Grabmal für Sheikh Alauddin (1541/2). Auch  die Kuppeln der Khan Masjid von Dholka (um 1400), die drei Hauptkuppeln der Freitagsmoschee von Ahmedabad (1424) oder die zahlreichen Kuppeln der Freitagsmoschee von Champaner (um 1520) – alle in Gujarat – wurden mit amalakas und kalashas überhöht.
Viele Muslime waren durchaus abergläubisch – jedenfalls ist es kaum vorstellbar, dass derartige Elemente ohne ausdrücklichen Wunsch und Wissen der Auftraggeber von Hindu-Steinmetzen einfach so auf die Grabmonumente und Moscheen aufgesetzt wurden. Es könnte jedoch auch sein, dass die symbolische Bedeutung der amalakas und kalashas zu dieser Zeit bereits ganz oder teilweise verlorengegangen war und sie vorrangig als nichtfigürlich-abstrakte und deshalb erlaubte Schmuckelemente verstanden wurden.

## Amalakas in Kambodscha und Vietnam
Von Indien fanden amalaka-Ringsteine ihren Weg in einige wenige Tempelbauten der Khmer in Angkor (Kambodscha) und der Cham in Duong Long (Vietnam).